# JC van der Westhuizen
Pour les articles homonymes, voir Van der Westhuizen.
Pas d'image ? Cliquez ici

a Compétitions nationales et continentales officielles uniquement.

b Matchs officiels uniquement.
JC van der Westhuizen, né le 22 novembre 1905 à Darling (Afrique du Sud) et mort le 8 juillet 2003, est un joueur international sud-africain de rugby à XV évoluant au poste de centre.

## Biographie
JC van der Westhuizen évolue avec la Western Province qui dispute la Currie Cup.
Il dispute son premier test match avec l'équipe d'Afrique du Sud le 21 juillet 1928 contre l'équipe de Nouvelle-Zélande. Son dernier test match fut contre l'équipe d'Irlande le 19 décembre 1931. Les All Blacks font leur première tournée en Afrique du Sud en 1928. Cette tournée se solde par une égalité entre les deux équipes. Les Néo-zélandais perdent à Durban (0-17) et à Port Elizabeth (6-11) mais l'emportent à Johannesbourg (7-6) et au Cap (13-5). JC van der Westhuizen inscrit l'essai du match perdu 13 à 5. Les Sud-Africains font une tournée en Grande-Bretagne et en Irlande en 1931-1932. Ils battent le pays de Galles 8 à 3 à Swansea, ils l'emportent 8 à 3 contre l'Irlande. Ils gagnent le 2 janvier ensuite 7 à 0 contre l'Angleterre. Puis ils battent l'Écosse 6 à 3. C'est un Grand Chelem. JC van der Westhuizen dispute un match, celui remporté contre l'Irlande.

## Statistiques en équipe nationale
- 4 test matchs avec l'équipe d'Afrique du Sud.
- Sélections par année :  3 en 1928, 1 en 1931
- 1 essai, 3 points.